# Regência Batanghari
Batanghari (Indon. Kabupaten Batanghari) é um distrito da província de Jambi. Seu centro administrativo é a cidade de Muara Bulian. Tem uma população de 313,209.

## História
A Regência Batanghari foi formada em 1 de dezembro de 1948 através do Regulamento do Comissário do Governo Central em Bukit Tinggi Número 81 / Kom / U, datado de 30 de novembro de 1948 com o centro do governo na cidade de Jambi.  Em 1963, o centro do governo local foi transferido para Kenali Asam, a 10 km da cidade de Jambi. Então, em 1979, com base no Regulamento do Governo Número 12 de 1979, a capital da regência, que é famosa por seus ricos produtos de mineração, mudou-se de Kenali Asam para Muara Bulian, a 64 km da cidade de Jambi até agora. 

### Primeira Expansão
O atual Batanghari experimentou duas expansões, inicialmente o distrito em Central Sumatra com base na Lei No. 7 de 1965, foi dividido em duas regiões de Nível II, ou seja, Batanghari que na época era a capital de Kenali Asam e Tanjung Jabung que era a capital de Kuala Tungkal. (Que mais tarde foi dividida em Regência Tanjung Jabung Ocidental e Regência Tanjung Jabung Oriental)

### Segunda Expansão
Em seu desenvolvimento, de acordo com a era de reforma e demandas por Autonomia Regional, o distrito dividido pelo rio Batanghari de acordo com a Lei nº 54 de 1999, foi novamente dividido em dois distritos, ou seja, Batanghari com a capital Muara Bulian e Muaro Jambi a capital em Sengeti.